# 河田町
河田町（かわだちょう）は、東京都新宿区の町名。丁目の設定の無い単独町名である。住居表示実施済みの地域。

## 地理
旧牛込区にあたる牛込地域内にあたる。東京女子医科大学および付属研究機関が町域の大部分を占める。同大学と隣接してかつてはフジテレビジョンの本社（1962年に千代田区有楽町より移転。建物自体は開局した1959年に竣工）があり、同局の所在地として全国的にもよく知られ、「河田町」はフジテレビの通称としても用いられた。フジテレビの所在地として長らく知られていたが、フジテレビが本社を置くまでは日本教育テレビ（現・テレビ朝日）が本社屋の候補地の一つとしてあげていたこともあった。
フジテレビ本社は1997年に港区台場に移転したが、旧本社前にあった第一別館は2009年まで「フジテレビ新宿支局」として存在していた。社屋が所在した当時、視聴者からのハガキの宛先は「牛込局区内」と番組で案内されていたがこれは河田町が旧牛込区であり牛込郵便局の管内にあったことによる。跡地は住宅・都市整備公団に売却され、2003年3月にUR賃貸住宅河田町コンフォガーデンが完成するが、2017年2月にトーセイが買収。名称は河田町ガーデンに改められている。

## 歴史

### 沿革
- 1869年 - 武家地および牛込村字川田窪の区域が市ヶ谷河田町となる。
- 1911年 - 市谷河田町に表記変更。
- 1986年2月24日 - 住居表示実施により市谷河田町、原町三丁目の一部、住吉町の一部、若松町の一部の区域をもって河田町（この際市谷の冠称が除かれた理由は不明）となる。
- 2023年11月6日 - 市谷薬王寺町の住居表示実施に伴い、同町域の一部（道路のみ）を編入。

## 世帯数と人口
2025年（令和7年）3月1日現在（新宿区発表）の世帯数と人口は以下の通りである。
- 世帯数 : 1,634世帯
- 人口 : 2,984人

### 人口の変遷
国勢調査による人口の推移。
| 年                 | 人口  |
| ------------------ | ----- |
| 1995年（平成7年）  | 1,662 |
| 2000年（平成12年） | 1,512 |
| 2005年（平成17年） | 2,807 |
| 2010年（平成22年） | 2,934 |
| 2015年（平成27年） | 2,905 |
| 2020年（令和2年）  | 3,125 |

### 世帯数の変遷
国勢調査による世帯数の推移。
| 年                 | 世帯数 |
| ------------------ | ------ |
| 1995年（平成7年）  | 895    |
| 2000年（平成12年） | 736    |
| 2005年（平成17年） | 1,515  |
| 2010年（平成22年） | 1,541  |
| 2015年（平成27年） | 1,469  |
| 2020年（令和2年）  | 1,716  |

## 学区
区立小・中学校に通う場合、学区は以下の通りとなる（2018年8月時点）。
| 番地                                     | 小学校                 | 中学校                 |
| ---------------------------------------- | ---------------------- | ---------------------- |
| 1～2番 3番1～2号 3番16～54号 8番11～33号 | 新宿区立牛込仲之小学校 | 新宿区立牛込第一中学校 |
| 3番3〜15号 4〜7番 8番1〜10・34号 9〜11番 | 新宿区立余丁町小学校   | 新宿区立牛込第一中学校 |

## 交通
- 若松河田駅 - 都営地下鉄大江戸線の駅で町域内に所在し、駅名の一部として使用されている。

## 事業所
2021年（令和3年）現在の経済センサス調査による事業所数と従業員数は以下の通りである。
- 事業所数 : 93事業所
- 従業員数 : 5,402人

### 事業者数の変遷
経済センサスによる事業所数の推移。
| 年                 | 事業者数 |
| ------------------ | -------- |
| 2016年（平成28年） | 93       |
| 2021年（令和3年）  | 93       |

### 従業員数の変遷
経済センサスによる従業員数の推移。
| 年                 | 従業員数 |
| ------------------ | -------- |
| 2016年（平成28年） | 6,096    |
| 2021年（令和3年）  | 5,402    |

## 施設
- 東京女子医科大学
  - 東京女子医科大学病院
- 青林工藝舎
- 月桂寺

## ギャラリー

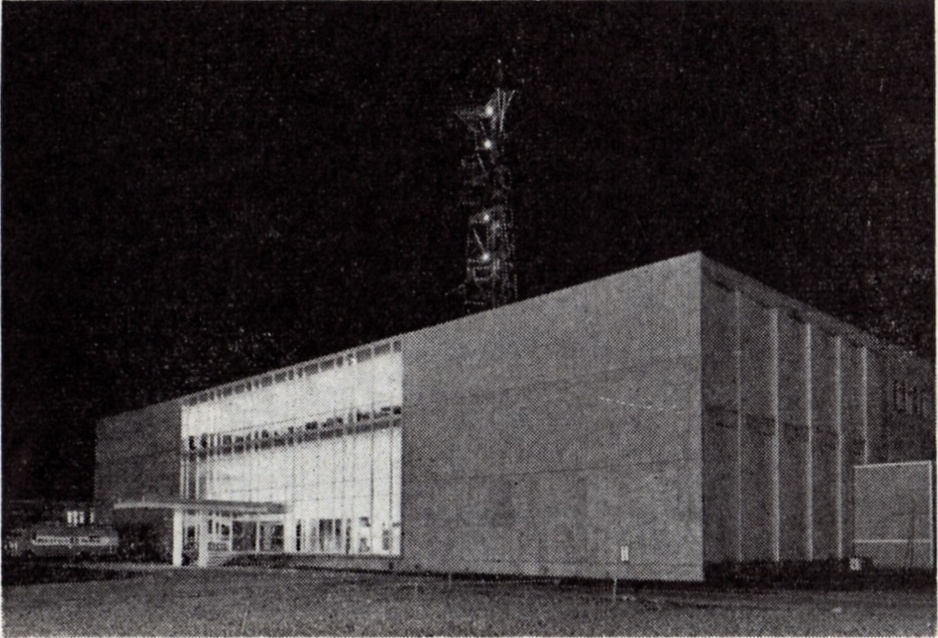
かつて存在したフジテレビ旧河田町本社（1961年頃）
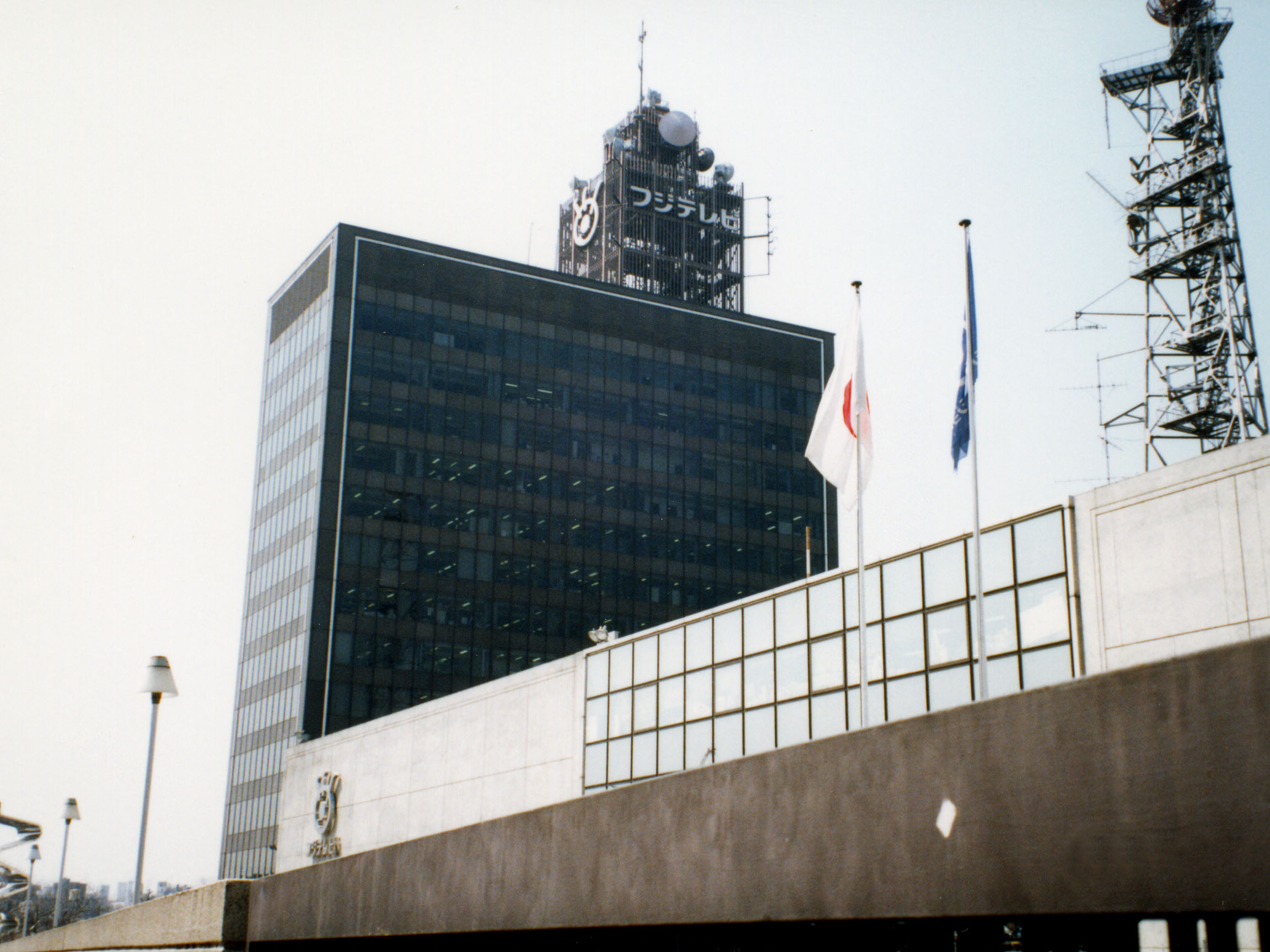
フジテレビ旧河田町本社（1991年4月撮影）
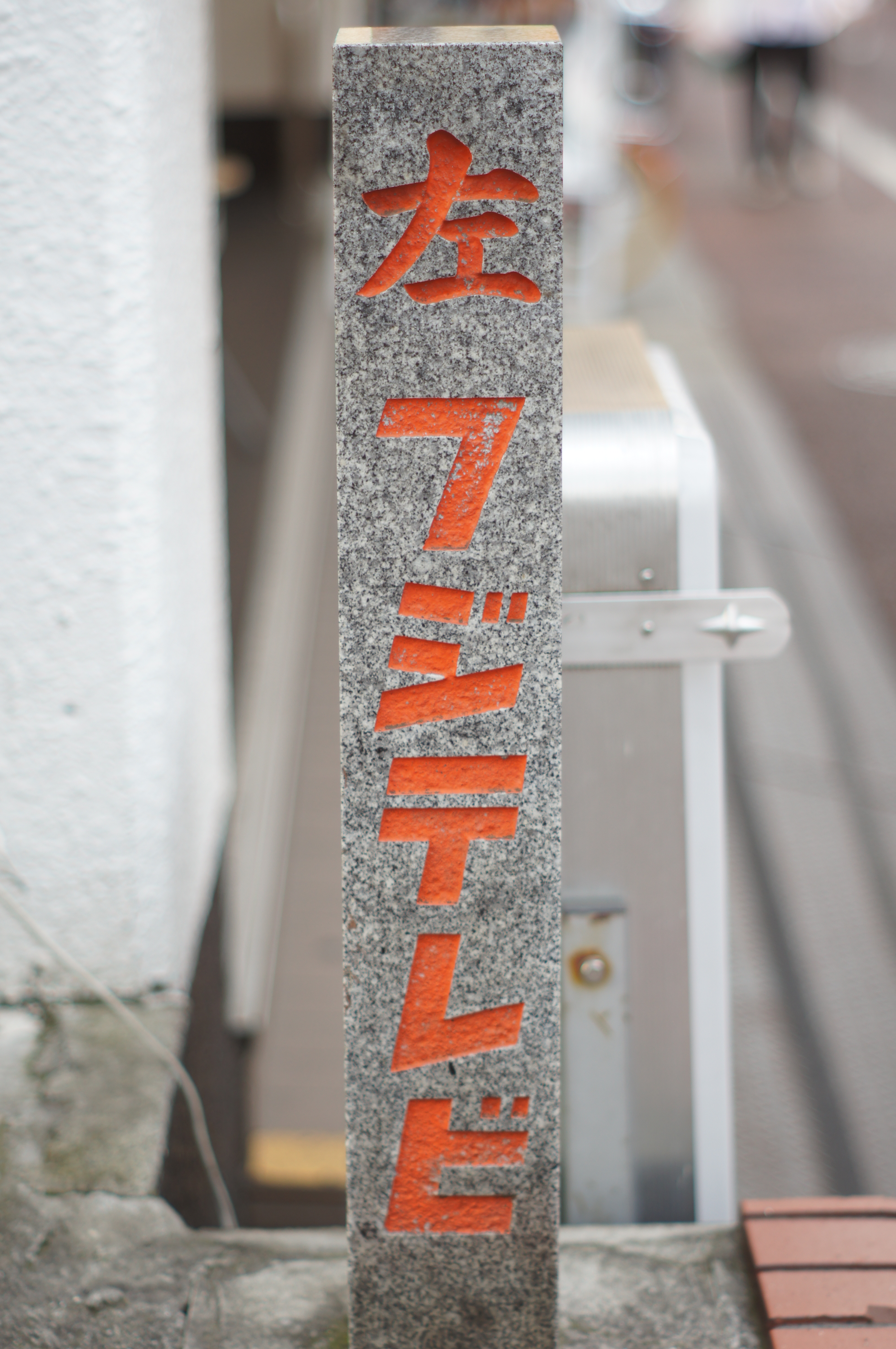
フジテレビ旧河田町本社への最寄り駅となっていた都営新宿線曙橋駅周辺の商店街にはフジテレビ旧河田町本社への案内表示が残されている（2011年撮影）。

## その他

### 日本郵便
- 郵便番号 : 162-0054[3]（集配局 : 牛込郵便局[15]）。